# Фенегро
Фенегро̀ (на италиански и на ломбардски: Fenegrò) е малко градче и община в Северна Италия, провинция Комо, регион Ломбардия. Разположено е на 290 m надморска височина. Населението на общината е 3236 души (към 2017 г.).